# Crepidohamma brasiliensis
Crepidohamma brasiliensis är en tvåvingeart som beskrevs av Günther Enderlein 1915. Crepidohamma brasiliensis ingår i släktet Crepidohamma och familjen smalvingeflugor. Inga underarter finns listade i Catalogue of Life.